# Euvitis
 Euvitis  ist eine der beiden Untergattungen der Gattung der Weinreben. Muscadania Planch. stellt die zweite Untergattung dar.
Sämtliche Tafeltrauben und Rebsorten von wirtschaftlicher Bedeutung zählen zur Untergattung Euvitis.

## Systematik
Die Untergattung teilt sich wie folgt auf:
I. Gruppe Labruscae
- Vitis labrusca L. = Nördliche Fuchs-Rebe

II. Gruppe Aestivales
- Vitis aestivalis Mchx.
- Vitis lincecumii Buckley
- Vitis bicolor Leconte

III. Gruppe Cinerascentes
- Vitis cinerea (Engelm.) Engelm. ex Millardet = Graurinden-Rebe
  - Vitis cinerea var. baileyana (Munson) Comeaux
  - Vitis cinerea var. canescens L.H. Bailey
  - Vitis cinerea var. cinerea
  - Vitis cinerea var. floridana Munson
  - Vitis cinerea var. helleri (L.H.Bailey) M.O. Moore
  - Vitis cinerea var. tomentosa (Planch.) Comeaux
- Vitis cordifolia Mchx.
- Vitis berlandieri Planch. = Kalk-Rebe

IV. Gruppe Rupestres
- Vitis rupestris Scheele = Sand-Rebe oder Fels-Rebe
- Vitis monticola Buckley
- Vitis arizonica Engelm.

V. Gruppe Ripariae
- Vitis riparia Mchx. = Ufer-Rebe, wohl identisch mit Vitis vulpina L. Duft-Weinrebe
- Vitis palmata Vahl (Syn.:Vitis rubra Mchx. ex Planch.)

VI. Gruppe Labruscoideae
- Vitis californica Benth.
- Vitis tiliifolia Humb., Bonpl. ex Willd. (Syn.: Vitis caribaea DC.)
- Vitis coriacea Shuttl. =  Vitis shuttleworthii House
- Vitis blancoi Munson
- Vitis coignetiae Pulliat ex Planch.
- Vitis mustangensis Buckley, auch Vitis candicans Engelm. genannt
- Vitis romanetii Rom. Caill.
- Vitis thunbergii Siebold & Zucc.
- Vitis lanata Roxb.
- Vitis pedicellata M.A. Lawson
- Vitis piasezkii Maxim.

VII. Gruppe Incertae
- Vitis davidii (Carrière) Foex
- Vitis pagnuccii Rom. Caill. ex Planch.
- Vitis amurensis Rupr.
- Vitis balansana Planch.
- Vitis flexuosa Thunb.
- Vitis retordii Rom. Caill. ex Planch.
- Vitis pentagona Diels & Gilg
- Vitis armata Diels & Gilg
- Vitis bourgaeana Planch.

VIII Gruppe Viniferae
- Vitis vinifera L. = Echte Weinrebe
  - Vitis vinifera subsp. vinifera = Edle Weinrebe (Syn.:  Vitis vinifera subsp. sativa (DC.) Hegi)
  - Vitis vinifera subsp. sylvestris (C.C.Gmel.) Hegi = Wilde Weinrebe
  - Vitis vinifera subsp. caucasica Vav.

## Alter des Subgenus
Die ältesten, versteinerten Funde von Pflanzenteilen der Gattung Vitis sind etwa 100 Millionen Jahre alt und stammen aus der Kreidezeit. Aus dem Übergang von Kreide- zum Tertiär, also vor ca. 80 Millionen Jahren, stammen die ersten versteinerten Samen der Rebe. Aus dem Tertiär, vor ca. 60 Millionen Jahren, gibt es viele Funde mit vielfältigen Formen. In dieser Zeit war die Gattung also wohl besonders verbreitet. Versteinerungen der Weinrebe Vitis vinifera finden sich seit 30 Millionen Jahren.